# Humboldt (Iowa)
Humboldt é uma cidade localizada no estado americano de Iowa, no Condado de Humboldt.

## Demografia
Segundo o censo americano de 2000, a sua população era de 4452 habitantes.
Em 2006, foi estimada uma população de 4390, um decréscimo de 62 (-1.4%).

## Geografia
De acordo com o United States Census Bureau tem uma área de
12,4 km², dos quais 12,0 km² cobertos por terra e 0,4 km² cobertos por água. Humboldt localiza-se a aproximadamente 328 m acima do nível do mar.

## Localidades na vizinhança
O diagrama seguinte representa as localidades num raio de 16 km ao redor de Humboldt.